# Oyace
Oyace es una localidad y comune italiana de la región del Valle de Aosta, con 214 habitantes.

## Evolución demográfica
| Gráfica de evolución demográfica de Oyace entre 1861 y 2001 |
|                                                             |
| Fuente ISTAT - elaboración gráfica de Wikipedia             |